# 올 어바웃 러브
《올 어바웃 러브》(It's All About Love)는 네덜란드에서 제작된 토마스 빈터베르그 감독의 2003년 멜로/로맨스, SF, 스릴러, 드라마 영화이다. 호아킨 피닉스 등이 주연으로 출연하였고 빌기테 헬 등이 제작에 참여하였다.

## 출연

### 주연
- 호아킨 피닉스
- 클레어 데인즈

### 조연
- 숀 펜
- 더글라스 헨셀
- 아런 암스트롱
- 마고 마틴데일
- 마크 스트롱
- 제프리 허칭즈
- 숀-마이클 스미스

## 기타
- Line PD: 스티븐 헤그예스
- Line PD: 마리앤 크리스틴슨
- Line PD: 모르텐 카우프만
- Line PD: 숀 윌리엄슨
- 공동제작: 엘스 반데보르스트
- 공동제작: 토마스 에스킬손
- 공동제작: 라스 존슨
- 미술: 벤 밴 오스
- 의상: 엘렌 렌스
- 배역: 조이스 네틀스
- 배역: 일렌느 스타거